# Аманитовые
Амани́товые, или мухомо́ровые (лат. Amanitaceae), — семейство грибов порядка Агариковые. Некоторые исследователи относят роды мухоморовых к семейству Плютеевые (Pluteaceae), другие (С. П. Вассер) объединяют семейства мухоморовые и плютеевые в порядок Аманитальные (Amanitales), согласно 10 изданию Словаря грибов оба семейства относятся к порядку Агариковых.

## Описание
Плодовые тела шляпконожечные, центральные, развиваются по гемиангиокарпному, бивелангиокарпному или пилеокарпному типу.
Шляпка мясистая, иногда тонкомясистая, к ней часто пристают различного вида плёнки или хлопья, оставшиеся от общего покрывала.
Мякоть мясистая, иногда хрупкая, белая или беловатая, на срезе обычно не изменяется, но есть виды с окисляющейся мякотью (мухомор серо-розовый), вкус слабо выражен, запах отсутствует или имеется специфический.
Гименофор пластинчатый, пластинки почти всегда белые, свободные или слабо приросшие, иногда с коллариумом.
Ножка хорошо выраженная, цилиндрическая, высокая, внизу с утолщением, часто с клубневидным основанием, выполненная или полая, основание может быть прикрыто вольвой, в средней или верхней части на ножке имеется кольцо (это характерно не для всех представителей), иногда отваливающееся по мере роста гриба.
Остатки покрывал: вольва различных типов — плёнчатая, хорошо развитая, или в виде хрупких приросших колец, может исчезать с возрастом, реже совсем отсутствует; кольцо плёнчатое, сохраняется или исчезает с возрастом, у некоторых представителей (подрод Поплавок) отсутствует. На шляпке может иметься слизистое покрывало (у рода Limacella).
Споры белые, округлой или эллиптической формы, иногда цилиндрические, амилоидные или неамилоидные, не цианофильные гладкие или слегка шероховатые, без поры прорастания, с двумя ядрами.
Трама пластинок билатерального типа, реже неправильного или инверсного (у зрелых плодовых тел рода Limacella). Трама мякоти шляпок мономитическая, гифы неамилоидные.
Базидии четырёхспоровые, реже двухспоровые, булавовидные, цистиды обычно отсутствуют, у некоторых видов имеются хейлоцистиды.

## Экология
Аманитовые — почти все микоризообразователи с деревьями, за исключением отдельных видов рода Limacella. Обитают в хвойных и лиственных лесах, древесных насаждениях (иногда и в степной зоне), реже в степях. Распространены на всех континентах, кроме Антарктиды, большинство видов распространены в Голарктике.

## Практическое значение
Некоторая часть видов семейства токсична и даже смертельно ядовита (бледная поганка Amanita phalloides, весенняя поганка Amanita verna и мухомор вонючий Amanita virosa), есть несъедобные и съедобные виды, некоторые из них высоко ценятся (цезарский гриб).